# Szaszki (Litwa)
Szaszki (lit. Šaškai) – wieś na Litwie, w okręgu uciańskim, w rejonie wisagińskim.
M.in. na terenie wsi wybudowano Ignalińską Elektrownię Jądrową.

## Historia
W dwudziestoleciu międzywojennym wieś leżała w Polsce, w województwie nowogródzkim (od 1926 w województwie wileńskim), w powiecie brasławskim, w gminie Dryświaty.
Według Powszechnego Spisu Ludności z 1921 roku zamieszkiwało tu 55 osób, wszystkie były wyznania rzymskokatolickiego i zadeklarowały polską przynależność narodową. Było tu 8 budynków mieszkalnych. W 1931 zamieszkiwały tu 54 osoby w 8 budynkach.
Miejscowość należała do parafii rzymskokatolickiej w Gajdach. Podlegała pod Sąd Grodzki w m. Tutrmont i Okręgowy w Wilnie; właściwy urząd pocztowy mieścił się w Dryświatach.